# Lars Eric Gustafsson (advokat)
Lars Eric Gustafsson, född 2 augusti 1956 i Fagerhult, är en svensk advokat och expert på insolvensrätt.
Gustafsson är huvudsakligen verksam som konkursförvaltare och rekonstruktör. Han var bland annat konkursförvaltare i Onoff Sverige AB 2011 samt under 2015 som rekonstruktör för National Electric Vehicle Sweden , (fd Saab Automobiles verksamhet i Trollhättan), när bolaget  genomförde ett 50 procents ackord och refinansiering av verksamheten. Gustafsson har under 2020 haft uppdrag som rekonstruktör för Nynas AB som genomfört ett offentligt ackord som omfattade skulder om sammanlagt 9,8 miljarder kronor. Under 1990-talet medverkade han i Nyckeln Finans offentliga ackord och avveckling samt ett flertal fastighets- och finansbolagskonkurser.
Lars Eric Gustafsson avlade ekonomexamen vid Uppsala universitet 1980 och jur.kand. vid Stockholms universitet 1983. Tio år senare startade han Hamilton Advokatbyrå, tillsammans med bland andra advokat Christoffer Hamilton, där han fortfarande är verksam. 
2014 publicerade Gustafsson boken Företagsrekonstruktion och ackord. 2018 publicerade Gustafsson boken Ackord tillsammans med advokat Hans Renman.